# إسلام أباد (ديواندرة)
إسلام أباد (بالفارسية: اسلام‌آباد) هي قرية تقع في قسم سارال الريفي (مقاطعة ديواندرة) في إيران. يقدر عدد سكانها بـ 82 نسمة .